# The Ball Game
The Ball Game je americký němý film z roku 1898. Režisérem je William Heise (1847–1910). Film trvá necelou půlminutu a zachycuje krátkou část baseballového zápasu mezi týmy Reading Phillies a Newark Bears, který se odehrál v roce 1898. Hra byla zaznamenána asi 20 metrů od okraje hřiště. Mezi hráči Newark Bears byl i Zane Grey, který se později stal spisovatelem westernových románů. Film je považován za jeden z prvních snímků zachycující sportovní zápas a za jeden z prvních sportovních filmů vůbec. Film se později dostal i do několika filmových kolekcí včetně Diamonds on the Silver Screen.